# Satyria dolichantha
Satyria dolichantha är en ljungväxtart som beskrevs av A. C. Smith. Satyria dolichantha ingår i släktet Satyria och familjen ljungväxter. Inga underarter finns listade i Catalogue of Life.